# کارلوس آلبرتو دیاز
کارلوس آلبرتو دیاز (۵ مهٔ ۱۹۶۷) یک بازیکن فوتبال اهل برزیل است. وی در تیم ملی فوتبال برزیل بازی کرده است.